# Comment c'est fait
Ne doit pas être confondu avec l'émission française Comment c'est fait ?.
Comment c'est fait (How It's Made) est un documentaire télévisé canadien diffusé depuis le 6 janvier 2001 sur Discovery Channel Canada, au Québec depuis le 17 janvier 2001 sur Ztélé, et aux États-Unis sur Science Channel.
L'émission a été produite au Québec par Productions MAJ, et Productions MAJ 2 (3959015 Canada, Inc.) jusqu'à la cinquième saison. L'émission est animée par Jean-Luc Brassard. En Europe, l'émission est diffusée sur Discovery Channel. En France, elle est diffusée sur Discovery Channel et Discovery Science.

## Format
Comment c'est fait explique la fabrication d'objets quotidiens en segments d'environ 5 minutes tournées sur les lieux de fabrication, habituellement sur une chaîne de production. Chaque émission contient quatre segments. Les employés et artisans ne s'adressent pas à la caméra et aucun sous-titre n'apparaît à l'écran afin de faciliter l'exportation de l'émission.
Une voix off explique le processus. Au Québec, il s'agit du médaillé olympique Jean-Luc Brassard, alors que le médaillé olympique Mark Tewksbury est choisi au Canada anglais pour la première saison.

## Épisodes

### Saison 1 (2001)
| №  | Thème 1                             | Thème 2                                  | Thème 3                               | Thème 4                                |
| -- | ----------------------------------- | ---------------------------------------- | ------------------------------------- | -------------------------------------- |
| 01 | Feuille d'aluminium (Aluminum Foil) | Snowboards (Snowboards)                  | Lentilles de contact (Contact Lenses) | Pain (Bread)                           |
| 02 | CD (Compact Disc) (Compact Discs)   | Fromage mozzarella (Mozzarella Cheese)   | Collant (Pantyhose)                   | Tubes fluorescents (Fluorescent Tubes) |
| 03 | Cure-dents (Toothpicks)             | Baignoires Acryliques (Acrylic Bathtubs) | Hélicoptères (Helicopters)            | Bière (Beer)                           |
| 04 | Prothèse auditive (Hearing Aids)    | Casse tête 3D (Puzz-3D) (3D Puzzles)     | Tapis en caoutchouc (Rubber Mats)     | Siège de toilette (Toilets)            |
| 05 | Feuilles de papier (Copy Paper)     | Pantalon Jeans (Jeans)                   | Ordinateur (Computers)                | Verres plats (Plate Glass)             |
| 06 | Clous et agrafes                    | Lunettes de protection                   | Tissus                                | Vélos                                  |
| 07 | Chaussure de sécurité               | Céréales                                 | Canoë-kayak                           | Panneaux lumineux électroniques        |
| 08 | Camions                             | Cartes de circuits imprimés              | Pansements                            | Vins spiritueux                        |
| 09 | Acier                               | Train d'atterrissage                     | Cosmétique                            | Jus de pomme                           |
| 10 | Culture de peau                     | Hologramme                               | Impression d'emballages               | Maïs en conserve                       |
| 11 | Crosse de hockey                    | Bidons d'essence                         | Panneau solaire                       | Sacs plastique                         |
| 12 | Capsules à vis                      | Chocolat                                 | Pâtes alimentaires                    | Gélules                                |
| 13 | Aluminium                           | Batteries au lithium                     | Freins d'automobile                   | Casques de vélo                        |

### Saison 2 (2002)
| №  | Thème 1                  | Thème 1        | Thème 2            | Thème 2        | Thème 3                        | Thème 3        | Thème 4              | Thème 4        |
| №  | Titre Français           | Titre Original | Titre Français     | Titre Original | Titre Français                 | Titre Original | Titre Français       | Titre Original |
| -- | ------------------------ | -------------- | ------------------ | -------------- | ------------------------------ | -------------- | -------------------- | -------------- |
| 14 | Lentilles ophtalmiques   |                | Granite            |                | Croustilles                    |                | Microprocesseur      |                |
| 15 | Miel                     |                | Fibre optique      |                | Brique                         |                | Orgues Casavant      |                |
| 16 | Motomarine               |                | Vin                |                | Meubles                        |                | Patins               |                |
| 17 | Vêtements d'hiver        |                | Dessins animés     |                | Culture des champignons        |                | Orfèvrerie           |                |
| 18 | Laitue hydroponique      |                | Bois de sciage     |                | Recyclage des rebuts           |                | Mouche à pêche       |                |
| 19 | Coupe de diamants        |                | Portes de bois     |                | Balles de peinture             |                | Journal              |                |
| 20 | Tapis                    |                | Eau potable        |                | Chirurgie oculaire             |                | Guitare              |                |
| 21 | Bateau en fibre de verre |                | Électroménager     |                | Gomme à mâcher                 |                | Feu d'artifice       |                |
| 22 | Coffre-fort              |                | Sirop d'érable     |                | Avion                          |                | Prothèse dentaire    |                |
| 23 | Bonbon                   |                | Roulement à billes |                | Bronze                         |                | Pisciculture         |                |
| 24 | Chaudron d'aluminium     |                | Beurre d'arachide  |                | Prothèses                      |                | Ampoules             |                |
| 25 | Monnaie                  |                | Automobile         |                | Chariot de supermarché         |                | Prototypage rapide   |                |
| 26 | Roulements à billes      |                | Fils électriques   |                | Moulage de précision à la cire |                | Machines automatisée |                |

## Langues
L'émission est diffusée en anglais sur Discovery Channel Canada et Discovery Civilization Channel, et en français sur Ztélé. Le programme a également été diffusé à l'étranger, par exemple, aux États-Unis (sur Science Channel et, rarement, sur Discovery Channel), au Royaume-Uni (sur Discovery Channel UK et Discovery Science), en Italie sur Discovery Science I, en Norvège (traduit en norvégien sur Discovery Channel et Discovery Science), et en Pologne (traduit en polonais sur Discovery Channel Polska et Discovery Science Channel Polska). En Allemagne, l'émission est diffusée sur DMAX en allemand sous le titre de So wird's gemacht. L'émission est également diffusée sous de nombreux titres: en portugais sous le titre O Segredo das Coisas, en espagnol sous le titre de Así se hace, en français sous le titre de Comment c'est fait, en polonais sous le titre de Jak to jest zrobione, en hongrois Hogyan készült, en roumain Cum se fabrică, en italien Come è fatto, en russe Как это работает, en norvégien Hvordan den lages en finnois Miten se tehtiin? et en tchèque sous le titre de Jak se to dělá. Elle est aussi diffusée au Maghreb et au Moyen-Orient sous le titre Kayfa Soune'at sur la chaîne Quest Arabia, version panarabe de la chaîne anglaise Quest.